# Kent Taylor
Kent Taylor (* 11. Mai 1906 in Nashua, Iowa, als Louis William Weiss; † 11. April 1987 in Hollywood, Los Angeles, Kalifornien) war ein US-amerikanischer Schauspieler.

## Leben
Taylor arbeitete als Schaufensterdekorateur in einem Damenbekleidungsgeschäft, bevor er für den Film entdeckt wurde. Er spielte in fast 150 Spielfilmen mit, von denen die Mehrzahl B-Movies der 1930er Jahre waren und spielte Nebenrollen in Filmen renommierter Studios, wie Ich bin kein Engel, Die schwarze Majestät, Die Ehrgeizige und Track the Man Down. In den 1950er Jahren erreichte seine Karriere ihren Höhepunkt, als er in der Krimi-Fernsehserie Boston Blackie die Titelrolle übernahm und in 58 Episoden zu sehen war. Anschließend spielte er wiederum die Titelrolle in der Western-Serie Rough Riders und erschien in 39 Episoden. Hierdurch wurde er landesweit bekannt und war sehr beliebt. In seinen letzten Lebensjahren spielte er in eher zweitklassigen Horrorfilmen, wie Die Sadisten des Satans oder Blood of Ghastly Horror.
Zusammen mit Clark Gable stand Kent Taylor Pate für den „bürgerlichen“ Namen Supermans: Clark Kent.
Er war ab 1930 mit Augusta Kulek verheiratet, mit der er drei Kinder hatte. Sein Grab befindet sich auf dem Westwood Village Memorial Park Cemetery in Los Angeles.

## Filmografie (Auswahl)
- 1931: Ladies’ Man
- 1932: Eine Stunde mit Dir (One Hour with You)
- 1932: Merrily We Go to Hell
- 1932: Die Frau im U-Boot (Devil and the Deep)
- 1932: Blonde Venus
- 1932: Der Abend des 13. Juni (The Night of June 13)
- 1932: Wenn ich eine Million hätte (If I Had a Million)
- 1932: Im Zeichen des Kreuzes (The Sign of the Cross)
- 1933: The Story of Temple Drake
- 1933: Ich bin kein Engel (I’m No Angel)
- 1933: Wiegenlied (Cradle Song)
- 1933: Flammenreiter (Sunset Pass)
- 1934: David Harum
- 1934: Die schwarze Majestät (Death Takes a Holiday)
- 1934: Die scharlachrote Kaiserin (The Scarlet Empress)
- 1934: Mrs. Wiggs of the Cabbage Patch
- 1935: Erpresser (Without Regret)
- 1936: Geheimnisvolle Passagiere (Florida Special)
- 1936: Ramona
- 1937: Wings Over Honolulu
- 1939: Four Girls in White
- 1939: Five Came Back
- 1940: I Take This Woman
- 1940: Two Girls on Broadway
- 1940: I’m Still Alive
- 1942: Halfway to Shanghai
- 1942: Army Surgeon
- 1944: Alaska
- 1948: Half Past Midnight
- 1950: Jack der Killer (Western Pacific Agent)
- 1951: Die Ehrgeizige (Payment on Demand)
- 1951–1953: Boston Blackie (Fernsehserie, 58 Folgen)
- 1956: Straße des Verbrechens (Slightly Scarlet)
- 1956: Die Rache der Cheyenne (Ghost Town)
- 1958: Männer gegen Tod und Teufel (Fort Bowie)
- 1958–1959: The Rough Riders (Fernsehserie, 39 Folgen)
- 1959/1961: Bronco (Fernsehserie, zwei Folgen)
- 1960: Am Fuß der blauen Berge (Laramie, Fernsehserie, eine Folge)
- 1960: Sugarfoot (Fernsehserie, eine Folge)
- 1960: Peter Gunn (Fernsehserie, Folge 3x12)
- 1961: Westlich von Santa Fé (The Rifleman, Fernsehserie, zwei Folgen)
- 1961: 77 Sunset Strip (Fernsehserie, eine Folge)
- 1962: Das gebrochene Land (The Broken Land)
- 1962: The Day Mars Invaded Earth
- 1964: Das Gesetz der Gesetzlosen (Law of the Lawless)
- 1965: Die Seaview – In geheimer Mission (Voyage to the Bottom of the Sea, Fernsehserie, eine Folge)
- 1967: Blood of Ghastly Horror
- 1969: Kong Island (The Mighty Gorga)
- 1969: Die Sadisten des Satans (Satan’s Sadists)
- 1970: Planet der Giganten (Land of the Giants, Fernsehserie, eine Folge)
- 1971: Angels’ Wild Women
- 1974: Das Phantom von Hollywood (The Phantom of Hollywood, Fernsehfilm)
- 1974: I Spit on Your Corpse
- 1975: Barnaby Jones (Fernsehserie, eine Folge)